# Swiss Jazz Award
Der seit 2007 vergebene Swiss Jazz Award ist der älteste Jazzpreis in der Schweiz. Es war zudem der einzige schweizerische Jazzpreis, bei dem das Publikum über die Siegerband eines Musikwettbewerbs entschieden hat. Der Preis wird von Radio Swiss Jazz und dem Festival JazzAscona mit Unterstützung vom Migros-Kulturprozent verliehen.

## Vergabemodus
Seit 2007 wurde jährlich (bis 2017) die Schweizer Jazzformation geehrt, die im Lauf eines Jahres bei den Hörern von Radio Swiss Jazz am meisten Anklang fand. Der Gewinner wurde in den ersten Jahren mittels einer Online-Wahl bestimmt, bei der jeder Schweizer Jazzfan eine Stimme abgeben kann. Zwischen 2011 und 2016 wurde das Resultat der Online-Wahl dazu verwendet, um drei Bands auszuwählen, die dann vom Publikum des Festivals JazzAscona bei einem Live-Wettbewerb am letzten Festivalabend bewertet werden. Seit 2013 wurde die Publikumsabstimmung durch die Bewertung einer Fachjury ergänzt; diese wählte die fünf Schweizer Jazzformationen aus, die mit einer in den vergangenen 18 Monaten veröffentlichten CD bei den Hörerinnen und Hörern von Radio Swiss Jazz am meisten Anklang fanden.
Die Preisübergabe sowie ein Konzert der Gewinnerformation findet im Rahmen von JazzAscona statt.

## Preisträger
- 2007: Loverfield Jazzband; Pepe Lienhard (Swiss Jazz Lifetime Achievement Award 2006)
- 2008: Dai Kimoto & Swing Kids
- 2009: Robi Weber Quartet; zudem Hazy Osterwald (Swiss Jazz Lifetime Achievement Award 2009)
- 2010: Dani Felber Big Band
- 2011: Alexia Gardner & Offbeat Trio
- 2012: Christina Jaccard & Dave Ruosch mit Band
- 2013: Chris Conz Trio
- 2014: Nicole Herzog & Stewy von Wattenwyl Group
- 2015: Raphael Jost & lots of horns
- 2016: Patrick Biancos Cannonsoul
- 2017: Bruno Spoerri (für das Lebenswerk; Juryentscheid)[1]
- 2018: Franco Ambrosetti (für das Lebenswerk; Juryentscheid)[2]
- 2019: Othella Dallas (für das Lebenswerk)[3]
- 2022: Nolan Quinn[4]
- 2023: Christoph Grab
- 2024: Swiss Jazz Orchestra